# Stellaria hippoctona
Stellaria hippoctona là loài thực vật có hoa thuộc họ Cẩm chướng. Loài này được Klokov miêu tả khoa học đầu tiên.